# توماس فيتزباتريك (طيار)
توماس فيتزباتريك (بالإنجليزية: Thomas Fitzpatrick)‏ هو طيار أمريكي، ولد في 24 أبريل 1930 في الولايات المتحدة، وتوفي بنفس المكان في 14 سبتمبر 2009.